# 光復紀念鐘
24°55′53″N 121°21′19″E / 24.931277°N 121.355361°E
光復紀念鐘，又名鳶山大鐘，位於臺灣新北市三峽區鳶山公園，為1985年為慶祝臺灣光復節而造。

## 由來
三峽區鳶山公園原先有日軍在1923年為紀念隆恩埔戰役立的表忠碑，在戰後時期被破壞，埋在中山公園步道作基石。三峽人以「鳶山下的子民」自許，以紀念抗日的義勇精神。三峽鎮公所表示，三峽人感於許多先民因抗日殉命，於是1985年集資在鳶山公園鑄造光復紀念鐘。民進黨新北市議員彭一書回憶，當年在地國小生每人還捐新台幣10元響應。鐘亭的用地為民間地主捐與三峽鎮公所。依照《光復紀念鐘落成誌》，光復紀念鐘為1985年9月9日製作，集資新台幣232萬1718元，其餘政府出資，共費鑄造費199萬7100元、鐘亭建造費116萬7500元，10月25日竣工。

## 造型
銅鐘為三重的明和鑄造廠鑄造，材質為青銅，重約6.3公噸。鐘面鑄著「禮義廉恥」4個大字。以高度九台尺九寸（3公尺）象徵「永久自由」，口徑七台尺七寸（2.3公尺）象徵七七事變。由於地方人士要求鐘身尺寸拉長，在比率失當下，共振效果差。
鐘亭為唐朝建築格式，有7隻石獅子作鎮守，安裝1根粗大的杉木作鐘槌。

## 啟用

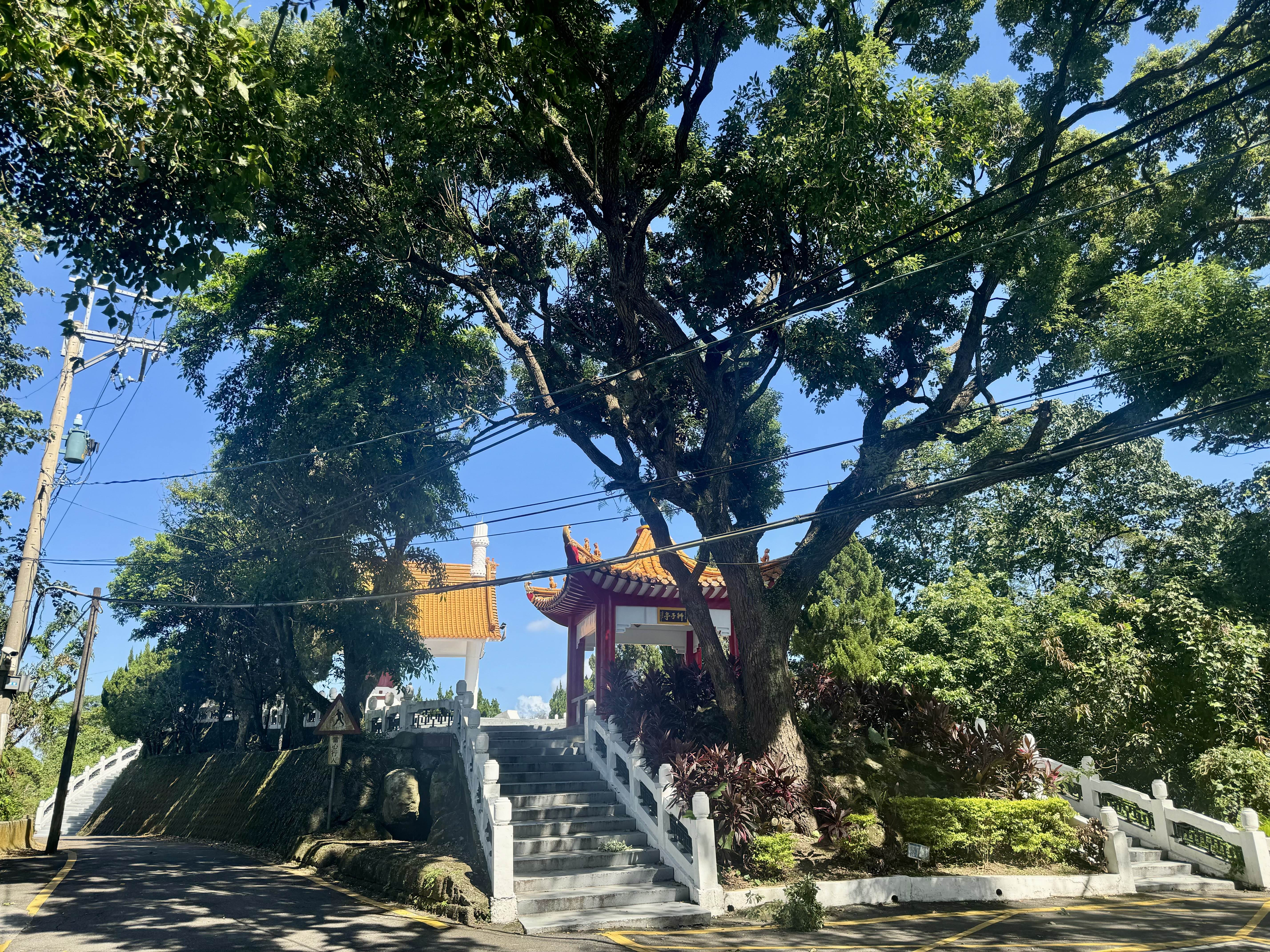
鐘亭入口

1985年10月25日上午，光復節，在1千餘人在鳶山峰頂參與下，由鎮長張秀豐主持擊鐘儀式啟用。當時年主持揭幕的縣長林豐正卻發現鐘敲擊後，鐘聲異常沉悶，場面非常尷尬，當場被說「鐘啞巴了」。該年就有民眾投書戲稱可再鑄1座鼎，供郊遊者烤肉。三峽地方傳言因這座鐘不響、長福橋面對三峽祖師廟，破壞了風水，使得三峽政壇頻出風波。地方還猜想可能鑄造時冒犯神威，建議在銅鐘加上人血。洪見文任鎮長時估計若要重鑄，需耗費1百多萬以上，非鎮公所能力所及。
當地鳶山里里長陳培燦回憶，當年之所以鑄造出全台灣最大的銅鐘，是地方要規劃鳶山成為觀光景點，結果反因以「啞巴鐘」打響出知名度。在三峽最著名的2座鐘，一就是鳶山鳶山公園的光復紀念鐘，另一是白雞山忠義山莊的自由鐘。2000年1月1日，台灣最大的銅鐘已指是重達6.7公噸、直徑約六尺、高約十一尺的基隆市大佛禪院千禧鐘。

## 管理

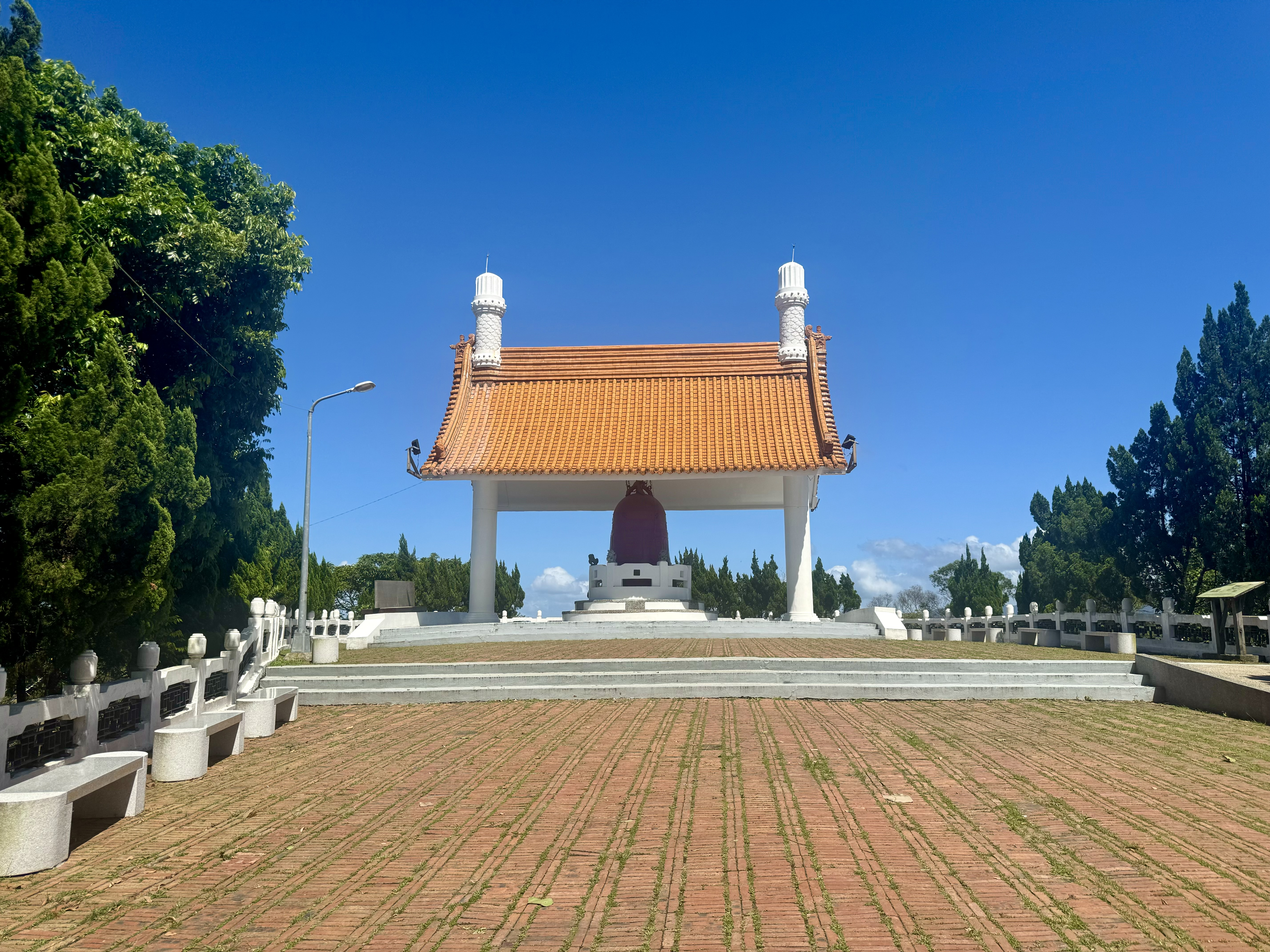
鐘亭遠景

1994年12月8日，三峽鎮長洪見文對於鐘身外部與內緣已被噴漆塗鴉、刻字破壞、杉木鐘槌遭竊，表示明年三峽明年將舉辦大規模的文藝季活動，近期之內將召集會議決定修繕。次年光復節，中華民國總統府舉行稱為「共鳴時刻」的紀念活動，邀請眾人在當天10月25日晚間10點25分，鳴鐘為臺灣祈福。光復紀念鐘鐘內便加裝木錘，以牽線方式作鳴鐘。
1999年時，鎮公所已換成金屬材質的鐘錘，終讓響聲能迴盪宏亮。之後，許多鎮民因常有青少年、飆車族在夜半來此擊鐘，紛紛向鎮公所陳情噪音問題。為避免深夜鐘聲，鎮公所曾考量將周邊挖水池作阻隔。九二一地震造成懸掛銅鐘的樑柱出現裂痕後，鎮公所建設課擔心在遊客頻繁敲鐘下，鐘身會掉落。地方政府於是主動降下鐘體並以水泥基座封住，移走鐘槌。
2023年，面對地方建議將鳶山大鐘重新懸掛，新北市政府民政局回應會重新評估。2024年，三峽區區長施玉祥已表示無重新吊起的計畫。